# Kalopanax lutchuensis
Kalopanax lutchuensis là một loài thực vật có hoa trong Họ Cuồng. Loài này được (Nakai) H. Ohashi mô tả khoa học đầu tiên năm 1994.